# NGC 5239
NGC 5239 is een balkspiraalstelsel in het sterrenbeeld Ossenhoeder. Het hemelobject werd op 13 april 1784 ontdekt door de Duits-Britse astronoom William Herschel.

## Synoniemen
- UGC 8589
- MCG 1-35-15
- ZWG 45.40
- IRAS 13339+0737
- PGC 48023